# Courtetain-et-Salans
Courtetain-et-Salans é uma comuna francesa na região administrativa de Borgonha-Franco-Condado, no departamento de Doubs. Estende-se por uma área de 6,85 km², com environ 90 habitantes, segundo os censos de 2007, com uma densidade de 11 hab/km².